# Static Shock
Static Shock es una serie animada creada por Dwayne McDuffie, Denys Cowan, Michael Davis y Derek Dingle basada en los personajes del cómic Static, de DC comics y Warner Brothers.
Tal como lo es en el cómic, el personaje central es Static, un superhéroe adolescente con poderes electromagnéticos, y que es el alter ego de Virgil Ovid Hawkins, un estudiante de una ciudad ficticia llamada Dakota.
Dentro de esta serie animada, el mejor amigo de Static se llama Richie Foley (basado en un personaje del cómic ya mencionado) el cual pasa a ser más tarde compañero de Static en la lucha contra el crimen debido a una exposición a un gas que le da súper inteligencia y aptitud para la tecnología, razón por la cual pasa a ser conocido como Gear o Techno.
En Estados Unidos la serie se estrenó en septiembre de 2000 dentro del bloque Kids' WB y finalizó en mayo de 2004, totalizando 4 temporadas de 13 episodios cada una (52 episodios en total). En Latinoamérica, se transmitió por Cartoon Network y en 2020 por su canal hermano Tooncast. En España se emitió en Canal Plus.
Hace una aparición en la serie animada Young Justice en el episodio 10 de la segunda temporada y aparece explícitamente en el episodio 14 de la segunda temporada.

## Argumento
La serie se centra en las aventuras de Virgil Hawkins, un estudiante de High School que vive con su padre Robert (director de un centro comunitario) y su hermana mayor Sharon. Virgil y su mejor amigo, Richie Foley, llevaban una vida normal, salvo porque en la escuela estos eran víctimas de acoso por parte de un grupo de abusivos liderados por Francis Stone. Un día, Virgil fue atacado por Francis, pero es rescatado por Wade, el líder de una pandilla callejera, quien le ofrece protección a Virgil a cambio de que se una al grupo. Dudando, Virgil acepta. Esa noche, Wade planea una emboscada a la pandilla de Francis en el puerto de la ciudad, a la cual Virgil acude, sin avisarle a su padre. Virgil se arrepiente de haber ido cuando Wade le entrega una pistola que Virgil posteriormente arroja al agua, recordando que su madre fue asesinada en medio de un duelo de pandillas. Virgil decide esconderse cuando la batalla comienza y todos son descubiertos por un helicóptero de la policía. Se desata un feroz tiroteo en el cual las balas dañan un cargamento misterioso de barriles que al romperse liberan un gas violáceo que afectó a todos los presentes. A duras penas, Virgil regresa a casa. A la mañana siguiente, descubre que algunos objetos metálicos y papeles se adhirieron a su cuerpo, atando cabos, comienza a percatarse de que la explosión de los barriles (lo que se conocería como Big Bang) le otorgó el poder de controlar la estática. Richie es el único en enterarse de lo que le pasó a Virgil y le da la idea de usar sus poderes para combatir el crimen, naciendo así Static. Su primer enemigo sería su abusivo compañero de escuela, Francis, que como todo "Hijo del Big Bang", obtuvo poderes sobrehumanos, siendo este capaz de producir y controlar el fuego y haciéndose llamar Hot-Streak (aunque Static lo llama Fósforo/Cerillo).
La serie además de mostrar la eterna lucha entre el Bien y el Mal, trata problemas de la sociedad real estadounidense, como las pandillas, la marginalidad, la pobreza y el acoso desde una mirada seria pero sin dejar de estar dirigido a niños y adolescentes.

## Personajes
- Virgil Ovid Hawkins - Static: cuenta con poderes de electro estática, el cual puede emplear magnetismo tanto en elementos como en sus rayos. Posee un sencillo platillo portátil que le permite usar sus poderes sobre él, para así mantenerse en el aire. Aparentemente él puede manipular, crear y absorber la electricidad, crear campos magnéticos y controlar el metal.

- Richie Foley - Gear/Tecno: encabeza al "Batman" de ciudad Dakota, ya que es quien realiza los experimentos y las herramientas como una solución. Obtuvo sus poderes por la constante exposición a la ropa contaminada de Virgil, el cual le otorgó un super intelecto. A partir de la segunda temporada, se une a Static como su compañero, bajo el nombre de Gear/Tecno.

- Adam Evans - Rubberband Man (Elástico): Hermano menor de Ivan Evans/Ebon, formaba parte de su pandilla cuando ocurrió el Big Bang, obteniendo así sus poderes de estiramiento y cambio de forma. Además es un rapero amateur. Y justo buscaba venganza contra un productor el cual le había robado unas canciones. Tras ser derrotado por Static, reflexiona y se une a él para combatir al crimen. Se puso de novio con la hermana de Virgil, Sharon.

## Apariciones especiales
A pesar de que esta serie no se considera explícitamente como una serie animada basada en personajes de DC Comics, en el desarrollo de los episodios fueron apareciendo, en calidad de invitados, personajes de otras series animadas de DC, entre las series de estos figuran Batman: La serie animada, Batman Beyond y la Liga de la Justicia. Inclusive una versión futurista de Static se puede ver en el episodio que finaliza la primera temporada de la Liga de la Justicia Ilimitada (en donde su diseño está inspirado ligeramente en el cantante George Clinton). También es un personaje jugable en injustice gods among us para iOS.